# Vettor Pisani
Vettor Pisani, o Vittore Pisani (Venezia, 1324 – Manfredonia, 13 agosto 1380), è stato un ammiraglio italiano, capitano generale della flotta veneziana, che egli guidò nella guerra di Chioggia del 1379-1381, portando i veneziani alla firma di una Pace.

Stemma Pisani

Morì a Manfredonia il 13 agosto del 1380, stroncato dalla malaria durante una campagna navale contro i genovesi, a pochi mesi dalla fine della guerra di Chioggia.
A Cavallino-Treporti c'è la batteria Vettor Pisani, a lui dedicata nel 1912, al giorno d'oggi diventata sede museale del percorso "Via dei Forti".

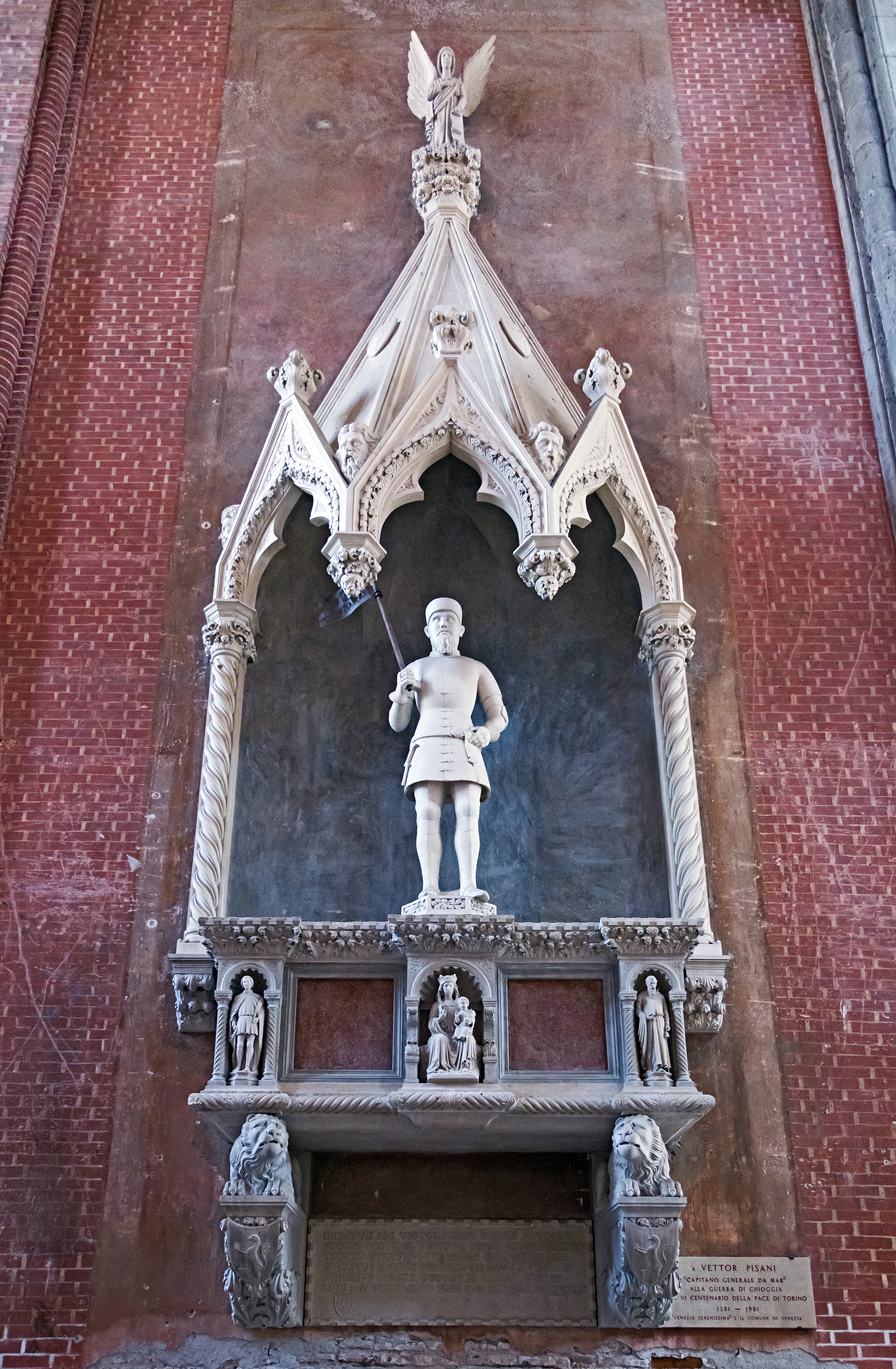
La sua tomba a San Zanipolo

## Biografia
Nacque nella parrocchia di San Fantin da Pietro Pisani e da Valviria Alberti. Secondo alcune cronache, sarebbe nipote di Niccolò Pisani, anch'egli capitano generale da Mar e incarcerato dopo avere subito una pesante sconfitta contro la repubblica di Genova. Ebbe almeno tre fratelli e due sorelle.
In gioventù si dedicò ai commerci (il 7 ottobre 1350 acquistò a Costantinopoli alcuni schiavi), mentre la prima notizia riguardante la sua carriera politico-militare è dell'11 gennaio 1353, quando fu eletto sopracomito in armata. Nello stesso giorno il già citato Niccolò Pisani diventava capitano generale da Mar e Vittore sottostette ai suoi ordini per due anni.
In quel periodo era in corso il terzo conflitto veneto-genovese. Nell'estate del 1354 Vittore si distinse nel corso dell'attacco ai danni di una galera genovese nei pressi di Samo, ma il 4 novembre successivo venne duramente sconfitto vicino alla Sapienza (un'isola della costa ovest del Peloponneso) dalle navi di Pagano Doria. Il comandante della flotta veneziana, considerato responsabile della disfatta, fu condannato a pagare un'ammenda e anche Pisani, con altri ufficiali, fu processato; venne tuttavia prosciolto il 3 settembre 1355.
Già due giorni dopo l'assoluzione, risultò nuovamente coinvolto nella mercatura: partecipò all'asta di una galera per la muda di Romania e il 5 maggio 1356 ottenne l'appalto di una galera per Costantinopoli.
Tra il 1357 e il 1360 fu rettore di Negroponte. L'8 giugno 1361 divenne capitano delle galere inviate alla Tana.
In quello stesso periodo era scoppiata la rivolta di Creta, perpetuata dai coloni veneziani e dalla nobiltà locale. Pur non avendo egli ancora assunto il comando della muda del mar Nero, le ottime capacità che aveva dimostrato sino ad allora spinsero il Senato a nominare Pisani capitano del Golfo, in sostituzione di Lorenzo Celsi, che era stato eletto doge il 16 luglio 1361. Fu impegnato in Sicilia contro gli Aragonesi (estate 1362), quindi venne eletto rettore della Canea, una città dell'isola, proprio nel periodo di maggiori tensioni. Alla fine del mandato venne subito nominato console alla Tana (26 gennaio 1365).
Pisani, di famiglia di media nobiltà, fece carriera nella flotta veneziana, divenendo uno dei più importanti ammiragli, assieme a Carlo Zeno, altro noto marinaio veneziano dell'epoca. Scarse sono le informazioni sul suo conto prima della guerra di Chioggia, però ci è giunta notizia di ben due processi che lo videro coinvolto.
Attorno agli anni Sessanta, invece, era stato condannato a 200 lire di multa e alla perdita della carica di savio ducale. Infatti intervenne in un processo che vedeva implicato il capitano di una sua galera per difenderlo. Quest'ultimo, sulla scorta della documentazione fornita dallo scrivano di bordo, era stato multato per avere caricato abusivamente dello storione affumicato senza avere ricevuto la necessaria bolletta. Pisani intervenne spiegando che la bolletta era stata accordata al capitano direttamente da lui. Pietro Corner però gli rispose polemico: "Certamente, ma la versione dello scrivano è diversa". Pisani, dopo essersi preso a male parole con il rivale, prima lo minacciò e poi lo aggredì con un coltello sotto casa.

### La guerra di Chioggia
Nel 1378, incaricato di sconfiggere le flotte genovesi che avevano aperto le ostilità contro la città lagunare, vinse ad Azio una flotta comandata da Luigi Fieschi il 30 maggio 1378, ma poi, costretto a tornare in Adriatico dall'arrivo della flotta di Luciano Doria, venne pesantemente sconfitto il 7 maggio 1379 e, tradotto in città in catene, condannato a un anno di carcere per incuria e codardia. Per avere abbandonato la flotta ormai prossima alla sconfitta, gli Avogadori proposero la pena di morte; invece il doge Andrea Contarini si limitò a richiedere una modesta pena pecuniaria. Si decise allora per una condanna a sei mesi e all'esclusione dalla cariche pubbliche.

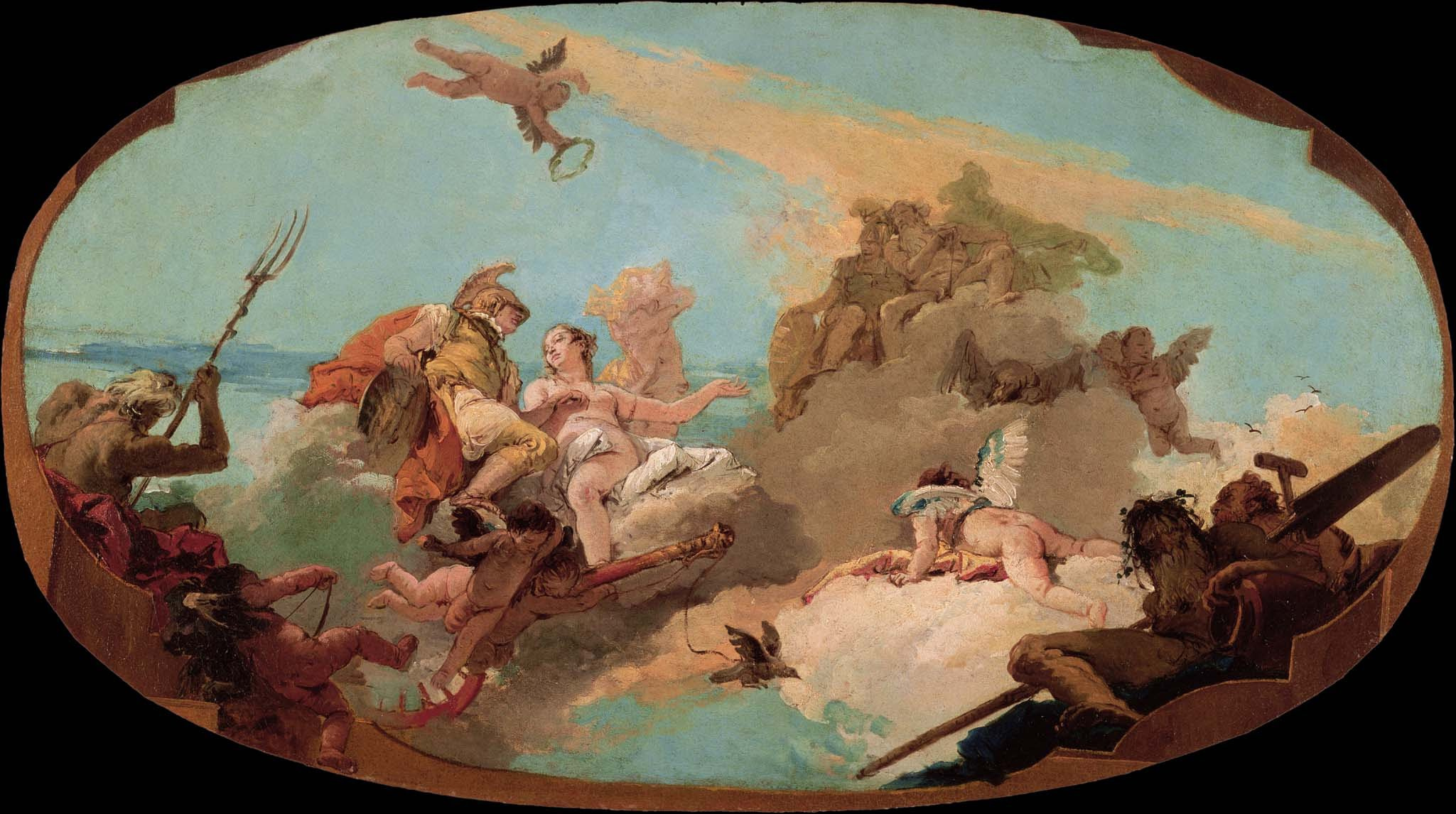
Giovanni Battista Tiepolo, Apoteosi dell'Ammiraglio Vettor Pisani, c. 1743.

I genovesi, che ora avevano conquistato numerose isole della laguna veneziana, oltre a Chioggia, e minacciavano la stessa Venezia, si facevano sempre più vicini. Il governo veneziano, prostrato e disperato, nominò Taddeo Giustinian a capo della flotta ma, in seguito alla rivolta e ai malumori del popolo, decise, cosa quasi senza precedenti, di ritornare sulle sue decisioni.
Liberato già il 18 agosto grazie alla viva richiesta del popolo, Pisani riprese subito il comando.
Si dice che un suo sottoposto, che si trovava al suo fianco al momento della sua liberazione, con la folla che lo acclamava, gli avesse proposto di abbattere la Signoria e dichiararsi signore di Venezia; Pisani lo colpì con un pugno e lo fece arrestare.
Subito si misero in mare quaranta nuove galee ed egli riprese una durissima battaglia contro i nemici, che lo portò, il 22 dicembre dello stesso anno, grazie a una maggiore conoscenza dei canali della laguna, a tagliare fuori dal resto della flotta la città di Chioggia con i suoi oltre 7000 difensori genovesi.
Il periodo 22 dicembre 1379 – 1º gennaio 1380 fu uno dei più difficili della sua vita, visto che il debole assedio rischiò più volte d'essere spezzato dalle preponderanti forze nemiche, ma infine, il 1º gennaio 1380, giunse la flotta di Carlo Zeno, che scacciò i genovesi e condannò gli assediati.
L'assedio della Torre delle Bebbe proseguì per altri sei mesi, nei quali, secondo le cronache, Pisani dovette più volte fare ricorso alla sua capacità di comando, visto che dovette reprimere una rivolta delle sue stesse truppe, sobillate dal traditore Roberto da Recanati, spia al soldo dei genovesi.
Il 24 giugno 1380 la città cadde e Pisani decise di riprendere il largo con la flotta per allontanare la minaccia dalle zone propinque a Venezia.
Durante una delle sue tante incursioni, s'ammalò di febbri malariche e morì nella notte tra il 13 e il 14 agosto 1380.
Nel 1779 il pronipote Pietro, per ricordare degnamente il congiunto, fece erigere a Padova, in Prato della Valle, la statua n. 14, scolpita da Francesco Ricci.